# فوج المشاة الفنلندي 200
فوج المشاة 200 ( (بالفنلندية: Jalkaväkirykmentti 200, JR 200)‏، (بالإستونية: Jalaväerügement 200, JR 200)‏ ) أو soomepoisid ( الأولاد الفنلنديون) كانت وحدة في الجيش الفنلندي خلال الحرب العالمية الثانية تتكون في معظمها من المتطوعين الإستونيين، الذين فضلوا القتال ضد الاتحاد السوفيتي في صفوف الجيش الفنلندي بدلاً من القوات المسلحة لألمانيا.

## خلفية
في سبتمبر 1939، دخل الاتحاد السوفيتي الحرب العالمية الثانية عن طريق غزو بولندا أولاً من الشرق ثم احتلالها الفعلي لدول البلطيق. في أغسطس 1940، تم ضم جمهورية إستونيا رسميًا من قبل الاتحاد السوفيتي. خلال العام التالي، تم القبض على الآلاف من الإستونيين أو إعدامهم أو إرسالهم إلى نظام معسكر الاعتقال السوفيتي في روسيا. بعد اندلاع الحرب بين الاتحاد السوفياتي وألمانيا في 22 يونيو 1941، أرغمت السلطات السوفيتية في إستونيا المحتلة، في انتهاك للقانون الدولي، حوالي 30000 إستوني على الخدمة في الجيش الأحمر المنسحب. رغم أنه في البداية كان ينظر إلى الألمان كمحررين من قبل معظم الإستونيين، إلا أنه سرعان ما أدركوا أنهم مجرد قوة احتلال أخرى. ومع ذلك، مع وضع الفظائع الروسية الجديدة في عين الاعتبار، خلال المراحل الأولى من الاحتلال الألماني تطوع العديد من الشباب الإستوني في الوحدات الإستونية داخل الجيش الألماني للقتال ضد الاتحاد السوفيتي. في عام 1944، أصبحت إستونيا إلى جانب لاتفيا، واحدة من دولتين فقط غير ناطقتين بالألمانية تحتلهما ألمانيا حيث قامت السلطات هناك غعلان التجنيد العام.
ومن هنا بدا الانضمام إلى القوات المسلحة الفنلندية التي كانت بديلاً معقولًا لأولئك الذين يرغبون في القتال من أجل حرية إستونيا وضد الجيش الأحمر المتقدم، لكن هناك فئة لم ترغب في القتال -بذلك لأسباب إيديولوجية أو مظالم تاريخية- في الزي الألماني. خلال حرب الاستقلال الإستونية، ساعد حوالي 2000 متطوع فنلندي تحت قيادة قائدهم الإستوني هانز كالم في لحظة حاسمة على قلب مجرى الحرب وهزيمة الجيش الأحمر الغازي.